# Sabanalarga (Atlántico)
Pour les articles homonymes, voir Sabanalarga.
Sabanalarga est une municipalité située dans le département d'Atlántico, en Colombie.

## Démographie
Selon les données récoltées par le DANE lors du recensement de la population colombienne en 2005, Sabanalarga compte une population de 84 410 habitants.

## Liste des maires
- 2016 - 2019 : José Elías Chams
- 2020 - 2023 :  Jorge Luis Manotas Manotas